# Приказ тайных дел
Приказ тайных дел, также известный как Тайный приказ — один из приказов в Русском царстве, созданный для наблюдения за управлением в государстве, за точным исполнением царских указов и для производства следствия по важнейшим преступлениям против государства.
Именно с этим приказом связаны первые мероприятия в деле учреждения почты России (организация доставки корреспонденции из-за границы).
Некоторыми исследователями рассматривается как первое ведомство специальных служб в России.

## История
Приказ тайных дел учреждён в 1655 году (около 1658 года, 1672) Алексеем Михайловичем и был, с одной стороны, личной канцелярией царя, с другой — учреждением, в которое передавались дела из прочих приказов по указу царя. Ему был подчинён Дворцовый приказ. Был упразднён по смерти Алексея Михайловича. Данный приказ не был подчинен Боярской думе, и все вопросы решались в обход её мнения.
Приказ осуществлял верховный надзор в сферах дипломатических отношений, а также управления и судопроизводства (приказного и воеводского). В 1663 в подчинение приказа был передан Хлебный приказ, отвечавший за обработку государевой пашни и обеспечивавший московский гарнизон стрелецкого войска т. н. хлебным жалованьем. С того же времени приказ тайных дел управлял рядом царских сёл.

В приказе заседали дьяк и человек 10 подьячих (по данным Г. К. Котошихина, относящимся только к времени его пребывания в Москве, то есть к 1664 — 1665 годам):
«Приказ Тайных Дел; а в нем сидит диак, да подьячих с 10 человек, и ведают они и делают дела всякие царские, тайные и явные; и в тот Приказ бояре и думные люди не входят и дел не ведают, кроме самого царя».
Молодые подьячие Тайного приказа учились в Спасском монастыре за Иконным рядом, латинскому языку у С. Полоцкого, причем руководством служил знаменитый тогда учебник португальца Альвареца.
Бояре и думные люди не входили в состав Тайного приказа, так как он был учреждён главным образом для наблюдения за их деятельностью.
Подьячие приказа тайных дел посылались с послами в разные государства и на посольские съезды, а также вместе с воеводами в походы и на защиту Русского государства. Они должны были следить за действиями послов и воевод и обо всем доносить государю. Послы поэтому всегда старались подкупать подьячих, чтобы расположить их в свою пользу.
В Приказе тайных дел производились следствия по важнейшим государственным делам, например по выпуску фальшивой монеты, делу патриарха Никона и тому подобное, ведались гранатного дела мастера, гранатное дело и заводы. В ведении этого же приказа состояла любимая царская потеха — птицы, кречеты и ястребы с особым штатом для их ловли и обучения, а также голубятни, в которых было более 100 000 голубиных гнёзд для корма хищных птиц.
Академик С. Б. Веселовский отмечал: «Об этом приказе существовали довольно легендарные мнения. Теперь уже невозможно говорить, что Тайный приказ был каким-то инквизиционным учреждением или началом тайной полиции».
Вместе с тем он соглашался с мнением тех исследователей, кто видел «в учреждении Тайного приказа [...] стремление царя (Алексея Михайловича) к непосредственному действительному участию в делах управления».
С одной стороны, Алексей Михайлович «жаждал деятельности и глубоко верил в своё высокое призвание». Но, с другой стороны, он «не обладал твёрдым характером и чувствовал себя бессильным среди приказов. Медлительность, злоупотребления и своеволие раздражали его». Не чувствуя себя «хозяином в разросшемся дворце приказных учреждений», он хотел «по примеру своего предка, иметь свою «опричнину», и, отчаявшись стать хозяином в старом доме, решил построить себе особое жилье». «На такой почве, — заключает С. Б. Веселовский, — возник приказ Великого государя Тайных дел».
Исследователь полагал, что «Тайный приказ можно рассматривать как симптом упадка приказного строя», поскольку, постепенно расширяясь и обрастая множеством случайных функций, он «выродился в обычный приказ со всеми присущими им в то время недостатками. Даже более того: близость к царю и его благосклонность давали возможность дьякам и подьячим Тайного приказа совершать такие злоупотребления, которым, вероятно, завидовало «крапивное семя» других приказов».
Приказ тайных дел был упразднён в 1676 г., в начале царствования Фёдора Алексеевича. Впоследствии его преемниками стали Преображенский приказ и Тайная канцелярия.
Русский писатель, академик АН СССР и граф А. Н. Толстой в своем историческом романе «Пётр Первый» так пишет о приказе Тайных дел:

Вон, Лёвка Пусторослев пошёл к Чижову на именины, да не столько пил, сколько слушал, а когда надо, и поддакивал… Старик Чижов и брякни за столом: «Дай-де бог великому государю Фёдору Алексеевичу здравствовать, а то говорят, что ему и до разговенья не дожить, в Кремле-де прошлою ночью кура петухом кричала»… Пусторослев не будь дурак, вскочил и крикнул: «Слово и Дело!» — Всех гостей с именинником — цап-царап — в приказ Тайных дел. Пусторослев: «Так, мол, и так, сказаны Чижовым на государя поносные слова». Чижову руки вывернули и — на дыбу. И завертели дело про куру, что петухом кричала. Пусторослеву за верную службу — чижовскую усадьбу, а Чижова — в Сибирь навечно. Вот как умные-то поступают…